# Hintergründe zu Per Anhalter durch die Galaxis
Dieser Artikel beschreibt hauptsächlich fiktive Gegenstände aus dem Universum des Romans Per Anhalter durch die Galaxis.

## Raumschiffe

### Herz aus Gold
Die Herz aus Gold ist das erste Raumschiff im Universum, das durch den unendlichen Unwahrscheinlichkeitsdrive angetrieben wird.

„Darunter lag für alle sichtbar ein riesiges Raumschiff, hundertfünfzig Meter lang, wie ein glatter Turnschuh geformt, schneeweiß und zum Verrücktwerden schön. In seinem Herzen lag unsichtbar ein kleines goldenes Kästchen, das die raffinierteste Erfindung enthielt, die je gemacht wurde, eine Erfindung, die dieses Raumschiff zu etwas Einzigartigem in der Geschichte der Galaxis machte, eine Erfindung, die dem Raumschiff seinen Namen gab – ‚Herz aus Gold‘.“

Bei seiner feierlichen Enthüllung wird es von Zaphod Beeblebrox gestohlen. In fast den gesamten beiden ersten Teilen der Romanserie benutzen die Helden dieses Raumschiff. Der Unwahrscheinlichkeitsantrieb des Schiffes bildet auch die Grundlage für Erzählwendungen. Kern des Antriebs ist ein Goldstab, der gleichzeitig ein Teil des Schlüssels ist, mit dem die Zeitlupenhülle um den Planeten Krikkit abgeschlossen wurde.

### Krikkit 1
Die Krikkit 1 ist ein von der Bevölkerung des Planeten Krikkit gebautes Raumschiff. Da dieser Planet samt Sonne von einer Staubwolke umschlossen ist, wusste dessen Bewohnerschaft nicht um die Existenz des Weltalls und entwickelte die Weltraumfahrt nicht aus eigenem Antrieb. Bei der Staubwolke handelt es sich um die Überreste des von seinen Erfindern zerstörten Supercomputers Haktar, der, immer noch rudimentär funktionierend, aus seinen Bestandteilen ein Raumschiff schuf und es auf den Planeten abstürzen ließ, um die Bewohner zum Erforschen des Weltalls zu animieren. Diese bauten nach dem Vorbild des von Haktar gesendeten Wracks die Krikkit 1.

### Showraumschiff von Desaster Area
Das schwarze Showraumschiff von Desaster Area ist ein Raumschiff, das während eines Konzertes, das im zweiten Band der Romanserie (Das Restaurant am Ende des Universums) erwähnt wird, als Showeffekt in eine Sonne gestürzt wird, was zu beeindruckenden Sonneneruptionen führt.
Es wird von Zaphod Beeblebrox und den anderen Hauptpersonen des Romans nach dem Besuch des Restaurants am Ende des Universums in Unkenntnis des eigentlichen Zweckes gestohlen, ohne dass es ihnen gelingt, dem Autopiloten die Steuerung des Schiffes zu entziehen. Sie entkommen über einen an Bord befindlichen Teleporter.
Der Diebstahl ist zu Anfang etwas schwierig, da das Raumschiff so schwarz ist, dass keine Konturen erkennbar sind und an der Außenhaut keinerlei Reibung existiert.

### Slartibartfaß’ Schiff
Als Slartibartfaß im Auftrag der Kampagne zur Erhaltung der Realzeit versucht, eine Gruppe Roboter vom Planeten Krikkit daran zu hindern, das Zeitfeld, das den Heimatplaneten ihrer Erbauer umschließt, zu deaktivieren, fliegt er ein Schiff mit außergewöhnlichen Technologien. Es sieht aus wie ein italienisches Bistro, trägt aber vermutlich aufgrund der benutzten Antriebstechnologie, die auf der speziellen Logik von auf Restaurantrechnungen geschriebener Terme basiert, den Namen Bistr-O-Math.

### Vogonen-Flaggschiff
Das Vogonen-Flaggschiff ist ein Flaggschiff der Vogonen, das einzig und allein dazu dient, im Weltraum herumzufliegen und Sterne für den Bau einer Hyperraumumgehungsstraße zu zerstören.
Jenes von Prostetnic Vogon Jeltz ist ein Arbeiterschiff, gelb und ziemlich hässlich. Ford Prefect und Arthur Dent werden ohne Wissen der Vogonen in ihm aufgenommen, als sie versuchen von der Erde zu fliehen, da diese zum Bau einer Hyperraumumgehungsstraße gesprengt wird.
Auf ihnen arbeiten neben den Vogonen noch die Dentrassis. Sie sind die Köche der Vogonen und tun alles dafür, die Vogonen zu ärgern, beispielsweise Anhalter mitnehmen.

### Das Polizeiraumschiff von Blagulon Kappa
Das Polizeiraumschiff von Blagulon Kappa ist schiefergrün und ähnelt in der Form einem Haifisch. Über das Raumschiff wurden Buchstaben in unterschiedlicher Größe und Feindseligkeit geklebt, die beschreiben, woher das Raumschiff kommt, zu welcher Polizeiabteilung es gehört und wo die Stromzuführung liegt. Ein Hauptcomputer im Inneren ist durch ein Sub-Etha mit den Miniaturrechnern verbunden ist, der die Polizisten im Außeneinsatz mit Methan versorgt. Dieser Hauptcomputer arbeitet sehr zuverlässig; die einzige Ausnahme bildet die totale Rückkopplung, und davon ist kein Fall bekannt. Das Polizeiraumschiff von Blagulon Kappa beging Selbstmord, nachdem Marvin ihm aus Langeweile „seine Ansichten über das Universum“ dargelegt hatte.

## Technologien

### Deep Thought
Deep Thought (auf Deutsch etwa „Tiefer Gedanke“; es besteht ein Anklang an den Ausdruck Deep Throat) ist der zweitgrößte Computer im Universum („von Zeit und Raum“). Er fand nach siebeneinhalb Millionen Jahren Rechenzeit die Antwort auf die Frage nach dem Leben, dem Universum und allem. Die Antwort lautete 42. Er war allerdings nicht im Stande, die dazu passende Frage zu formulieren, weshalb die Antwort unverständlich ist. Für die Ausformulierung besagter Frage entwirft Deep Thought einen wiederum größten Computer im Universum, so groß, dass er oft mit einem Planeten verwechselt wurde, und nennt ihn „Erde“. Mit dem Bau der „Erde“ werden die Bewohner des Planeten Magrathea beauftragt, die auf die Herstellung von Planeten nach Maß spezialisiert sind.
Nach diesem fiktiven Computer bekam ein 1988 von der Carnegie Mellon University entwickelter und später von IBM weiterentwickelter Schachcomputer ebenfalls den Namen „Deep Thought“.

### Unendlicher Unwahrscheinlichkeitsdrive
Der unendliche Unwahrscheinlichkeitsantrieb ist ein zentrales Thema des Romans. Dabei handelt es sich um einen Raumschiffantrieb, der die Bewältigung von Distanzen ohne Zeitverlust erlaubt. Der eigentliche Antrieb des Drives ist ein unendlich schneller Computer, der mit Unwahrscheinlichkeitsberechnungen beschäftigt wird. Der Trick besteht darin, möglichst etwas absolut Unwahrscheinliches, quasi „unendlich unwahrscheinlich“, als Aufgabe zu stellen, so dass dieser unendlich schnelle Computer versucht, Unendliches sofort zu berechnen. Die Aufgabe, die dann zum Durchbruch der Leistung des Antriebes führte, war, wie unwahrscheinlich es sei, diesen „unendlichen Unwahrscheinlichkeitsdrive“ herzustellen. Das Raumschiff durchfliegt mit aktiviertem Antrieb praktisch jeden Punkt des Universums gleichzeitig; außerdem wird die Reise häufiger von den absurdesten Zwischenfällen begleitet, zum Beispiel löst eine Aktivierung des Antriebs die Entstehung des Lebens aus und eine andere sorgt dafür, dass das Schiff samt Besatzung auf Miniaturgröße geschrumpft wird und in Zaphods Jackentasche landet. Das passiert, da die Geschwindigkeit des Raumschiffs mittels Instochastik berechnet und von Unwahrscheinlichkeitsfaktoren bestimmt wird. Dadurch werden unwahrscheinliche Dinge auf einmal wahrscheinlich. Der Effekt hebt sich einige Minuten nach der Deaktivierung des Antriebs langsam selbst auf, die meisten Folgeerscheinungen bleiben jedoch bestehen. Der Antrieb stellt in der Geschichte des Anhalter-Universums eine technologische Neuerung dar, wird aber wegen seiner Unzuverlässigkeit und der unvorhersehbaren Zwischenfälle bald durch den Bistr-O-Mathik-Drive abgelöst.

### Bistr-O-Mathik
Die Bistr-O-Mathik ist ein Teilgebiet der Mathematik, das auf der Erkenntnis beruht, dass Zahlen innerhalb von Restaurants, insbesondere auf Kellnerrechnungsblöcken, vollkommen anderen Gesetzen folgen als Zahlen an allen anderen Orten. Ein damit ausgestattetes Raumschiff erreicht ähnliche Leistungen wie der Unendliche Unwahrscheinlichkeitsdrive, ohne auf dessen komplizierte Berechnungen angewiesen zu sein. Das zentrale Rechenzentrum von Slartibartfaß’ Raumschiff ist ein italienisches Bistro.

„Der Bistr-O-Mathik-Drive ist eine hinreißende neue Methode, riesige interstellare Entfernungen ohne das ganze gefährliche Herumgefummele mit Unwahrscheinlichkeitsfaktoren zurückzulegen. […] Zahlen, die innerhalb von Restaurantgrenzen auf Restaurantrechnungen geschrieben werden, folgen nicht denselben mathematischen Gesetzen wie Zahlen, die in allen anderen Gegenden des Universums auf allen anderen Stückchen Papier geschrieben werden.“

„»Auf einem Kellner-Rechnungsblock«, sagte Slartibartfaß, »prallen Wirklichkeit und Unwirklichkeit so fundamental zusammen, dass das eine das andere wird und innerhalb bestimmter Grenzen alles möglich ist.«“

Eines der neuen mathematischen Konzepte, die in der Bistr-O-Mathik entwickelt wurden, sowie einer der bizarrsten mathematischen Begriffe überhaupt ist das Reziprovers-Exkluson: Eine Zahl, die nur dadurch beschrieben werden kann, dass sie alles andere ist als sie selbst. Ein solches Reziprovers-Exkluson ist beispielsweise die Uhrzeit, für die ein Tisch bestellt wird.

### Problem-anderer-Leute-Feld
Das PAL-Feld (Problem-anderer-Leute-Feld, engl. Somebody Else’s Problem (SEP)-field) dient im Roman zur Tarnung von Raumschiffen oder Ähnlichem. Es ist im Anhalter-Universum viel einfacher und wirkungsvoller als ein normales Unsichtbarkeitsfeld (und kann obendrein über hundert Jahre lang mit einer einfachen Taschenlampen-Batterie betrieben werden). Seine Funktion beruht auf der angeborenen Neigung der Leute, nicht zu sehen, was sie nicht sehen wollen, nicht erwartet haben oder nicht erklären können. Sie erklären es einfach zum Problem anderer Leute und nehmen es deshalb schlicht nicht wahr.
Das Feld findet Erwähnung im Buch Das Leben, das Universum und der ganze Rest, als ein Raumschiff (das mit dem Bistr-O-Mathik-Drive angetriebene Raumschiff von Slartibartfaß) während eines Spiels mitten auf dem Lord’s Cricket Ground landet, die versammelten Zuschauer es jedoch überhaupt nicht wahrnehmen.

### Babelfisch
Der Babelfisch ist klein, gelb und blutegelartig und wahrscheinlich das Eigentümlichste, was es im ganzen Anhalter-Universum gibt. Er lebt im Ohr seines Wirtes und ernährt sich dort von Gehirnströmen, die er seiner Umgebung entzieht. Er nimmt alle unbewussten Denkfrequenzen dieser Gehirnströme auf. Dann scheidet er ins Gehirn seines Wirtes eine telepathische Matrix aus, die sich aus den bewussten Denkfrequenzen und Nervensignalen der Sprachzentren des Gehirns zusammensetzt, was dazu führt, dass man mit einem Babelfisch im Ohr alles versteht, was in irgendeiner Sprache gesagt wird. Die Sprachmuster, die man hört, werden durch die Gehirnstrommatrix entschlüsselt.
Babel Fish wurde auch das Übersetzungsprogramm genannt, das bei AltaVista, Google und Yahoo! zum Einsatz kam.

### Fliegen
Der Anhalter beschreibt das Fliegen als einen Trick, bei dem es darum geht, sich auf den Boden zu werfen und ihn dann im letzten Augenblick zu verfehlen oder einfach zu vergessen, dass man eigentlich aufkommen müsste, wie Ford Prefect es beschreibt. Arthur Dent gelingt dieser, als er versucht, dem sicheren Tod zu entgehen.

### Joo-Janta Gefahr-O-Sensitiv
Die Gefahr-O-Sensitiv-Brille verdunkelt sich automatisch bei Gefahr. Weil er die Gefahr also gar nicht erst wahrnimmt, verfällt der Träger nicht in Panik.

## Hintergrundinformationen und Absurditäten

### Pangalaktischer Donnergurgler
Der Pangalaktische Donnergurgler (im englischen Original Pan Galactic Gargle Blaster) ist der angeblich stärkste Drink der Galaxis. Die Wirkung eines Pangalaktischen Donnergurglers ist in etwa so, „als werde einem mit einem riesigen Goldbarren, der in Zitronenscheiben gehüllt ist, das Gehirn aus dem Kopf gedroschen“. Er ist das Lieblingsgetränk von Zaphod Beeblebrox, der ihn auch erfunden hat.
Der Pangalaktische Donnergurgler hat als Begriff der Popkultur auch Einzug in reale Rezeptsammlungen gefunden. Da der Roman diesbezüglich Konzepte beschreibt, die nicht ohne weiteres auf die Realität übertragbar sind, existieren verschiedene Rezepte. Diese wurden mit dem Ziel entwickelt, in der Wirkung an die im Roman beschriebene heranzukommen, da der Geschmack dort nicht näher beleuchtet wird.

### Jynnan Tonnyx
Etwa 85 % aller Welten im Universum haben einen Drink namens Jynnan Tonnyx entwickelt. Oder Dschi-N’N-T’N-ix oder Jinnunt-O-Nicks oder irgendeine andere Variation. Diese Drinks sind aber nicht gleich, das Einzige, was sie gemein haben, ist der Name. Die verschiedenen Sorten reichen vom sivolvianischen Chinunto/Mnings, der nur normales Wasser ist, welches etwas wärmer als Zimmertemperatur serviert wird, bis zu dem Tzjin-Anton-X, der „Kühe auf bis zu hundert Schritt Entfernung umhaut“. Die größte Besonderheit ist jedoch, dass die Erfindung des Drinks immer kurz vor der Erkenntnis über die Existenz außerirdischen Lebens steht – so auch auf der Erde, welche wenige Jahrzehnte nach der Erfindung des Gin Tonics von Vogonen kontaktiert wird.

### Totaler Durchblicksstrudel
Der Totale Durchblicksstrudel ist nach dem im Roman erwähnten Anhalter Roosta die „grausamste Seelenfolter, der ein fühlendes Wesen ausgesetzt werden kann“, da es das einzige Objekt im Universum ist, das nicht dem Körper oder dem Geist schadet, sondern der Seele. Erfunden wurde der Durchblicksstrudel von Trin Tragula mit dem Ziel, seiner Frau eins auszuwischen, da diese behauptete, er solle endlich einen Sinn für Verhältnismäßigkeiten bekommen.
Der Strudel funktioniert nach dem Prinzip der Analyse extrapolierter Materie: Alle Materieteilchen des Universums wirken aufeinander ein, daher kann man die Gesamtheit der Schöpfung zum Beispiel aus einem Stück Punschtorte extrapolieren. Konsequent ist der Durchblicksstrudel also folgendermaßen aufgebaut: An einem Ende steckt die gesamte Realität, aus einem Stück Punschtorte extrapoliert. Am anderen Ende erhält nun eine Person einen flüchtigen Einblick in die Gesamtheit der Schöpfung: Man sieht unendlich viele Sonnen, zwischen denen für den Verstand von Lebewesen nicht erfassbare Entfernungen liegen und einen kaum sichtbaren Pfeil, der auf einen mit bloßen Augen nicht erkennbaren Punkt zeigt, der mit „Das bist du.“ beschriftet ist. Kurzum: Man sieht sich selbst im Verhältnis zur ganzen Unendlichkeit der Schöpfung.
Als Trin Tragula entdeckt, dass dieser Anblick das Gehirn seiner Frau restlos zerstört, schließt er daraus: Wenn das Leben im Universum Bestand haben wolle, dann könne es sich nicht leisten, Sinn für Verhältnismäßigkeiten zu haben.
Im Buch wechselt der Durchblicksstrudel mehrmals den Ort und wird schließlich auf Froschstern B untergebracht. Sein Äußeres wird als eine stählerne Kuppel beschrieben. Er wird vom körperlosen Geist (Pispot) Gargravarr bewacht. Der Roman erwähnt, dass nicht bekannt ist, ob nun der Körper oder der Geist Gargravarrs das Sorgerecht für den Vornamen erhalten hat.
Der Durchblicksstrudel ist deshalb ein wichtiges Element der Erzählung, weil im Anhalter-Universum Zaphod Beeblebrox der einzige ist, der den Totalen Durchblicksstrudel unversehrt übersteht. Das liegt in der Geschichte daran, dass er sich zu dieser Zeit in einem künstlichen, extra für ihn angefertigten Universum befindet und somit der wichtigste Teil des Universums ist und seine Ansichten von sich selbst somit bestätigt. Dadurch wird er auf eine spätere Aufgabe vorbereitet. Nachdem er den Aufenthalt im Durchblicksstrudel überstanden hat, stärkt er sich an dem Stück Punschtorte.

### Instochastik
Instochastik (vgl. Stochastik) ist im Anhalter-Universum die Lehre der Seltenheit und Unwahrscheinlichkeit. Sie ist eine mathematische Disziplin, die aus den Teilgebieten Unwahrscheinlichkeitstheorie und Bistr-O-Mathik besteht.
Mit Hilfe der Instochastik kann man etwa die Unwahrscheinlichkeit für das plötzliche Umwandeln einer Rakete in einen Pottwal oder einen Petunientopf berechnen, was im Roman beim Anflug der Herz aus Gold auf den Planeten Magrathea ja tatsächlich geschieht.

### Kugelschreibertheorie
Die Kugelschreibertheorie ist eine Verschwörungstheorie, die Fiet Vujagig, ein Student der Universität von Maximegalon, aufgestellt hat. Die Theorie besagt, dass alle Kugelschreiber, die plötzlich unauffindbar verschwinden, sich in einem unbeaufsichtigten Moment auf die Reise zu einem kugelschreiberoiden Planeten machen, um dann dort zu leben. Fiet Vujagig behauptet weiter, diesen Planeten gefunden zu haben und eine Zeitlang als Fahrer einer kleinen Kugelschreiberfamilie gearbeitet zu haben. Wie das alles mit Zaphod Beeblebrox’ äußerst lukrativem Geschäft mit gebrauchten Kugelschreibern zusammenhängt, wird im Anhalter nicht ausgeführt.

### Türen
Die Türen auf der Herz aus Gold vermitteln jedem den Eindruck, dass es ihnen eine Freude sei, sich für ihn zu öffnen. Ihren Hauptspruch „Sie haben eine einfache Tür sehr glücklich gemacht“ fand man sinngemäß in den 1990er Jahren häufig in den Abspanntexten diverser Mailboxen. Natürlich sind diese Türen eine Erfindung der Sirius Kybernetik-Corporation. Marvin steht mit den Türen auf Grund ihrer permanenten Fröhlichkeit auf Kriegsfuß.

### Ningi
Ein Ningi ist im Anhalter-Universum eine dreieckige Gummimünze mit einer Kantenlänge von 6800 Meilen. Der Umrechnungskurs ist 8 Ningi für einen triganischen Pu. Der Roman merkt aber an, dass noch niemand genügend Ningis zusammenbekommen hat, um sie in einen Pu zu wechseln.
Der Ningi ist eine der drei konvertierbaren Währungen im Anhalter-Universum (Atair-Dollar und flainiasche Popelperle sind die anderen beiden).

### Sirius-Kybernetik-Corporation
Die Sirius-Kybernetik-Corporation ist das Unternehmen im Anhalter-Universum, welches für nahezu alle technischen Entwicklungen verantwortlich zeichnet. Dazu gehören unter anderem Marvin, die Türen in den Raumschiffen, die sich nicht nur automatisch öffnen und schließen, sondern auch für ihre Benutzung bedanken, die vertikalen Leute-Transporter im „Per Anhalter durch die Galaxis“-Gebäude und der Nutri-Matic-Getränke-Synthesizer, der vorgibt, seine synthetisierten Getränke exakt auf Geschmack und Stoffwechsel des Kunden abzustimmen, aber tatsächlich immer dieselbe Flüssigkeit hervorbrachte, „die sich fast (aber nicht ganz) komplett von Tee unterschied“.
Die Beschwerdeabteilung der Sirius-Kybernetik-Corporation erstreckt sich auf die zusammenhängenden Landmassen von drei Planeten und stellt den einzigen Geschäftsbereich dar, der konsequent Gewinn erwirtschaftet. Ihr Slogan lautet „Greif zu und genieße!“

„Der Reiseführer Per Anhalter durch die Galaxis definiert die Marketing-Abteilung der Sirius-Kybernetik-Corporation als »ein Rudel hirnloser Irrer, die als erste an die Wand gestellt werden, wenn die Revolution kommt« […]. Komischerweise definierte ein Exemplar der Encyclopaedia Galactica, das das große Glück hatte, aus der tausend Jahre entfernten Zukunft herauszufallen, die Marketing-Abteilung der Sirius-Kybernetik-Corporation als »ein Rudel hirnloser Irrer, die als erste an die Wand gestellt wurden, als die Revolution kam«.“

### Vogonen
Die Vogonen sind sozial und emotional primitive Wesen vom Planeten Vogsphäre. Dennoch haben sie innerhalb weniger Jahre das interstellare Reisen entwickelt, sich darauf in das politische Zentrum der Galaxis begeben und bilden nun das Rückgrat der Beamtenschaft. Der Vogone Prostetnik Vogon Jeltz ist für die Sprengung des Planeten Erde zugunsten einer neuen Hyperraum-Expressroute verantwortlich.

#### Die vogonische Dichtkunst
Die vogonische Dichtkunst ist die drittschlechteste im Anhalter-Universum. Um das zu belegen, wird ein Gedicht der Figur Prostetnik Vogon Jeltz angegeben:

„Oh zerfrettelter Grunzwanzling, dein Harngedränge ist für mich

Wie Schnatterfleck auf Bienenstich.

Grupp, ich beschwöre dich mein punzig Turteldrom.

Und drängel reifig mich mit krinklen Bindelwördeln

Denn sonst werd ich dich rändern in deine Gobberwarzen

Mit meinem Börgelkranze, wart’s nur ab!“

Als zweitschlechteste Dichtkunst ist in der Erzählung die der Asgothen von Kria bezeichnet. Während der Rezitation des Gedichtes „Ode an einen kleinen grünen Kittklumpen, den ich eines Sommermorgens in meiner Achselhöhle fand“ durch ihren Dichterfürsten Grunthos den Aufgeblasenen starben vier seiner Zuhörer an inneren Blutungen, und der Präsident des Mittelgalaktischen Kunstklaubeirats kam nur deshalb mit dem Leben davon, weil er sich eines seiner Beine abknabberte. In einem letzten verzweifelten Versuch, Kunst und Kultur zu retten, stülpte sich der Darm des Dichters nach oben und erwürgte sein Gehirn.
Die schlechteste aller Dichtungen geht zusammen mit ihrer Schöpferin, Paula Nancy Millstone Jennings aus Essex, bei der Vernichtung der Erde unter. Laut Neil Gaiman in seinem Buch Don’t Panic leitet sich dieser Name von einem Schulfreund Adams’ mit ähnlichem Namen ab.

## Religionen und Gottheiten
„Am Anfang wurde das Universum erschaffen. Das machte viele Leute sehr wütend und wurde allenthalben als Schritt in die falsche Richtung angesehen.“

### Großer Grüner Arkelanfall
Die Jatravartiden auf Viltwodl VI sind davon überzeugt, dass das Universum nicht von einem Gott erschaffen, sondern von einem Wesen namens „Großer Grüner Arkelanfall“ einfach ausgeniest wurde. Sie leben in ständiger Furcht vor einer Zeit, die sie „Die Ankunft des großen weißen Taschentuchs“ nennen. Außerhalb von Viltwodl VI hat diese Religion nicht viele Anhänger.

### Der Große Heilige Prophet Zarquon
Während wir „Ach du lieber Gott“ sagen, heißt es im Anhalter-Universum oft „Ach du heiliger Zarquon“. Er wird von der „Kirche der Wiederkehr“ erwartet. Der Roman beschreibt, dass der Prophet Zarquon einmal unerwartet im Restaurant am Ende des Universums auftaucht, aber im Verlauf des Endes des Universums mit ihm verschwindet. Dieser Vorfall wird als sein letzter Auftritt beschrieben.

„Die erwartungsvolle, ehrfürchtige Stille schien ihn [Zarquon] zu ängstigen. Er räusperte sich. »Äh, wie steht’s mit der Zeit?« fragte er. »Ich habe bloß eine Min…« Und so endete das Universum.“

### Bob
Bob ist im Anhalter-Universum der Gott der Lamuellaner. Der Roman beschreibt Bob als einen Gott wie jeden anderen und erwähnt, dass die Lamuellaner an Bobs Willen glauben.

### Old Trashbarg
Wie ein Prophet verehrter Geschichtenerzähler der Lamuellaner. Einziger Lamuellaner, der ein Wörterbuch besitzt. Das will er allerdings niemandem zeigen.

### Rob McKenna
Der Lastwagenfahrer Rob McKenna ist, ohne dass er es selbst weiß, ein Regengott – er ist immer im Regen unterwegs. Alle Wolken wissen „nichts anderes, als dass sie ihn liebten und in seiner Nähe sein wollten, um ihn zu streicheln und zu tränken“. Analog zu Eskimos, die angeblich zahlreiche Wörter für Schnee haben, unterscheidet er 231 verschiedene Arten von Regen, wobei ihn Nr. 17 am meisten nervt. Die Erzählungen anderer Leute über Sonne und schönes Wetter hält er für unsinnig. Wenn er wüsste, dass er ein Regengott ist, wäre er in vielen Wüstengebieten der Erde aufs Herzlichste willkommen, aber er weiß es nicht. Allerdings bieten ihm Reiseveranstalter Unsummen dafür, dass er nicht zu ihren Reisezielen fährt.

### Der Sinn des Universums beziehungsweise was passiert wenn er gefunden wird…
Dazu schreibt Douglas Adams in Das Restaurant am Ende des Universums folgendes:

„Es gibt eine Theorie, die besagt, wenn jemals irgendwer genau rausfindet, wozu das Universum da ist und warum es da ist, dann verschwindet es auf der Stelle und wird durch etwas noch Bizarreres und Unbegreiflicheres ersetzt. Es gibt eine andere Theorie, nach der das schon passiert ist.“

### Gott und der Beweis, dass es ihn nicht gibt
Der Beweis basiert auf der Existenz des Babelfisches, eines Fisches, der durch seine Übersetzungsleistungen alle Sprachbarrieren überwindet:

„‚Ich weigere mich zu beweisen, daß ich existiere‘, sagt Gott, ‚denn ein Beweis ist gegen den Glauben, und ohne Glauben bin ich nichts.‘ ‚Aber‘, sagt der Mensch, ‚der Babelfisch ist doch eine unbewußte Offenbarung, nicht wahr? Er hätte sich nicht zufällig entwickeln können. Er beweist, daß es dich gibt, und darum gibt es dich, deiner eigenen Argumentation zufolge, nicht. Quod erat demonstrandum.‘ ‚Ach du lieber Gott‘, sagt Gott, ‚daran habe ich gar nicht gedacht‘, und löst sich prompt in ein Logikwölkchen auf. ‚Na prima‘, sagt der Mensch, ‚das war ja einfach‘, und beweist, weil’s gerade so schön ist, dass schwarz gleich weiß ist, und kommt wenig später auf einem Zebrastreifen unter die Räder.“

## Planeten

### Die Erde
Die Erde, die Heimat Tricia McMillans und Arthur Dents, ist in Wirklichkeit gar kein Planet. Sie ist ein riesiger Computer, der von dem Computer Deep Thought entworfen wurde, um die zur Antwort auf die Frage aller Fragen, 42, passende Fragestellung zu finden. Die Erde und alle auf ihr befindlichen Dinge und Wesen sind Teil einer Matrix, die die Fragestellung errechnen sollen. Fünf Minuten vor Abschluss der Berechnung wird die Erde allerdings durch die Vogonen gesprengt, da sie im Einzugsgebiet einer geplanten Hyperraumumgehungsstraße liegt.

### Magrathea
Magrathea ist ein Planet mit zwei Sonnen, gelegen im Pferdekopfnebel. Die Oberfläche des Planeten ist rau, graubraun und wenig abwechslungsreich. Die Bewohner des Planeten lebten vom Bau individuell gestalteter Planeten für reiche Kunden. Da durch die hohen Preise für künstlich erbaute Planeten eine finanzielle Unausgewogenheit und daraus eine Finanzkrise im Universum entstand, musste Magrathea seine Produktion einstellen, schottete sich gegen die Außenwelt ab und wurde zu einer Legende. Die Existenz des Planeten wird in Per Anhalter durch die Galaxis durch Zaphod Beeblebrox bestätigt, der erfolgreich versucht, Magrathea zu finden.

### Beteigeuze 7
Beteigeuze 7 war der Heimatplanet von Ford Prefects Vater. Der Planet wurde im Rahmen der Großen Hrung-Explosions-Katastrophe im Gal./Sid./Jahr 03758 unter ungeklärten Umständen vernichtet; Fords Vater war der einzige Überlebende. Der Name seines Sohnes stammt aus einem alten beteigeuzischen Dialekt, der seit der großen Explosion praktisch ausgestorben ist.

### Beteigeuze 5
Beteigeuze 5 ist ein Planet in der Nähe der Beteigeuze und ist der Wohnort Ford Prefects in seiner späteren Jugend. Die dort gesprochene Sprache trägt keinen Namen.

### Ursa Minor Beta
Auf Ursa Minor Beta befindet sich der Hauptsitz der Anhalter-Firma. Auf dem Planeten existieren keine richtigen Nächte, es ist fast immer Samstagnachmittag. Die einzige Stadt auf dem Planeten trägt den Namen „Light City“ und ist nur aus der Luft erreichbar, weil es dort keine Straßen oder Häfen gibt. Die Bewohner von Ursa Minor Beta sind die UM-Betanen, die den ganzen Tag am Strand liegen. Die Selbstmordrate des Planeten vervierfachte sich, als das Magazin „Playpeople“ einen Artikel mit der Überschrift: ›Wenn du Ursa Minor Beta satt hast, hast du das Leben satt‹, veröffentlichte.